# Hylarana volkerjane
Hylarana volkerjane är en groddjursart som först beskrevs av Günther 2003.  Hylarana volkerjane ingår i släktet Hylarana och familjen egentliga grodor. IUCN kategoriserar arten globalt som otillräckligt studerad. Inga underarter finns listade i Catalogue of Life.